# Catostemma milanezii
Catostemma milanezii är en malvaväxtart som beskrevs av Paula. Catostemma milanezii ingår i släktet Catostemma och familjen malvaväxter. Inga underarter finns listade i Catalogue of Life.